# Milan Knížák
Milan Knížák (* 19. dubna 1940 Plzeň) je český výtvarník, hudebník a performer, člen mezinárodního hnutí Fluxus. V letech 1990–1997 působil jako rektor Akademie výtvarných umění v Praze (AVU), od roku 1999 do května 2011 jako ředitel Národní galerie v Praze. V letech 1989–2015 byl vedoucím Ateliéru intermediální tvorby na AVU. Jeho aktivity zahrnují akce, výtvarné umění, architekturu, design, módu, básně, fotografie a hudbu.

## Život
Narodil se 19. dubna 1940 v Plzni. Jeho matka byla Emilie Knížáková. Otec Karel Knížák byl řídicím učitelem na měšťanské škole v Blovicích, kde vyučoval také kreslení. V roce 1945 odešel s rodinou na výzvu vlády učit do pohraničí – do Mariánských Lázní, kde začal chodit Milan Knížák do školy. Karel Knížák byl také malířem – krajinářem. Matka byla úřednicí.
V roce 1957 maturoval Milan Knížák na gymnáziu v Mariánských Lázních a poté nastoupil na Vysokou školu pedagogickou v Praze, obor výtvarná výchova – ruština. Podle jeho slov se jednalo o kompromis mezi jeho přáním malovat a přáním rodičů, později školu opustil. Poté se stal pomocným dělníkem v PKOJF. Později složil zkoušky na Akademii výtvarných umění v Praze, kterou také později opustil. Pak rok studoval matematickou analýzu na Matematicko-fyzikální fakultě v Praze. Studia po prvním roce zanechal.

## Umělecká činnost

### Československo
Poprvé vystavoval v roce 1958 v Mariánských Lázních. Na začátku šedesátých let začal vytvářet své první aktivity – happeningy, jako např. Ceremonie z roku 1968 a Kamenný obřad v roce 1971, dále se věnoval tvorbě objektů, např. Tělo a socha z roku 1963, a různým instalacím tzv. environments na ulicích a ve dvorech Prahy, především na Novém Světě, kde tvořil v atelieru v domě č. 19. V roce 1962 společně s přáteli založil skupinu Aktuální umění (Actual Art), která někdy kolem roku 1966 slovo umění vypustila z názvu a užívala jen označení Aktual. Známé a již zdokumentované jsou jejich akce na Novém Světě v Praze a Demonstrace Jednoho (obě roku 1964).
V roce 1965 byl přijat do Svazu československých výtvarných umělců. V témže roce Jindřich Chalupecký upozornil na Knížákovy aktivity členy hnutí Fluxus a zprostředkoval kontakt s jeho zakládajícím členem Georgem Maciunasem, který ustanovil Milana Knížáka do pozice Director Fluxus East. George Maciunas pozval Knížáka do Spojených států amerických, ale vízum mu bylo uděleno až roku 1968. Důležitou událostí, a to nejenom pro „beatnickou“ komunitu, byl fakt, že do Československa v roce 1965 zavítal Allen Ginsberg. KSČ po dlouhé době svolila uspořádat oficiální studentský majáles. Ten se však stal nepřímou manifestací protivládních stanovisek. Vyvrcholením se stala volba Krále majálesu, jímž se stal Allen Ginsberg (viz jeho báseň Král majáles). Milan Knížák stál mimo underground i další nezávislé iniciativy, ale vliv jeho Aktualu i jeho stejnojmenné hudební skupiny na utváření životních a uměleckých postojů „vlasaté“ komunity byl značný a Knížák byl nazýván „Králem mániček“. Místem, kde se máničky scházívaly, byl prostor v horní části Václavského náměstí, jakýsi český Hyde park.

### USA a Fluxus
V roce 1968 na pozvání George Maciunase již z roku 1965 odletěl Milan Knížák do New Yorku (dříve nedostal pas), kde se účastnil akcí skupiny Fluxus a byl ustanoven „director of Fluxus East“.[zdroj?] Ve městě New Brunswick realizoval svůj Lying Ceremony a v New Yorku The Difficult Ceremony, ale jeho akce byly pro americké publikum příliš náročné. George Maciunas připravil publikaci Knížák’s collected works v edici Fluxus. V roce 2011 proběhla v New Yorku v rámci festivalu Performa 11 připomínka Knížákova působení v USA s názvem „The Ginger Island Project“, která pojednávala o snaze hnutí Fluxus o vytvoření fluxus kolonie na ostrově v Karibiku. Expedice na ostrov se účastnili Milan Knížák, Yoshi Wada, herec Robert De Niro (až na ostrov nedorazil, ale vytvořil dosud nezveřejněný filmový materiál), George Maciunas, Maciunasův pomocník Igor Damian (někdy je uváděn jako Igor Danien, opustil ČSSR na pas Serge Oldenberga). Mezi pozvané patřil i Robert Wittman.

### Další činnost v Československu
V roce 1970 se Milan Knížák vrátil do Československa. V roce 1975 se oženil s Marií Saudkovou a spolu vychovávali její syny Samuela a Davida. Protože neměl možnost oficiálně pracovat, Marie ho částečně živila.
Přivydělával si v různých profesích, prodejem vlastních obrazů a restaurováním loutek. V roce 1979 pobýval v Německu na stipendijním pobytu v programu DAAD. Výjezd mu byl povolen, podle jeho slov z livechatu, podobně jako jiným disidentům, kupř. Pavlu Kohoutovi či Jaroslavu Kořánovi. V roce 1983 přednášel na Hochschule für Bildende Kunst v Hamburku. V osmdesátých letech se věnoval hudebním a architektonickým experimentům, designu šperků a nábytku. Roku 1982 obdržel cenu za pomalování berlínské zdi.
V letech 2001–2003 byl členem Rady České televize. Od června 2008 byl Milan Knížák také jedním z moderátorů pořadu 18 minut na české komerční zpravodajské televizi Z1.
Milan Knížák se věnuje sbírání, opravě a dokumentaci loutek. Jeho sbírka je umístěna na zámku v Děčíně. V roce 2006 vydal dvoudílnou loutkářskou encyklopedii se zaměřením na scénografii a výtvarné pojetí loutkového divadla s názvem Encyklopedie výtvarníků loutkového divadla v českých zemích a na Slovensku od vystopovatelné minulosti do roku 1950, která, jak uvedl v předmluvě, je výsledkem jeho třicetileté práce. Obsáhlá encyklopedie má 2850 fotografií a 1600 hesel. Odbornou kritikou byla pranýřována především metodologie publikace a množství věcných chyb, také jakési „renesanční“ pojetí publikace; na takové encyklopedii obvykle pracuje celý tým odborníků. Nepopiratelnou hodnotu má ale její obrazová část.

### Aktual
V roce 1967 založil Milan Knížák rockovou skupinu Aktual, někdy se uvádí, že byl do hudební skupiny Aktual přizván – v sestavě spolu s ním byli kytaristé Pavel Tichý a Ivan Čori. Poprvé vystoupila jejich kapela Aktual v březnu v rámci oslav Mezinárodního dne žen ve Velké Hleďsebi. Jejich vystoupení s písněmi typu „Miluju tebe a Lenina“ se však neshledalo s velkým pochopením a skončilo po odehrání třetí skladby. Pak se Aktualu podařilo proniknout před publikum ještě dvakrát, i tyto koncerty však končily skandálem. Některé jejích písně (např. „Atentát na kulturu“) byly později mylně připsány skupině The Plastic People of the Universe. Aktual i stejnojmenná hudební skupina měly vliv na formování životních postojů a uměleckých projevů nekonformní mládeže. Hudební vliv na kapely The Plastic People of the Universe a DG 307 byl nepopiratelný.
Po návratu z USA v roce 1970 obnovil Milan Knížák Aktual, byl více experimentální, inspiroval se i dechovkou. Nejslavnější koncert obnoveného Aktualu proběhl ve smíchovském Music F Clubu na jaře 1971. Publikum nebylo příliš nadšené, také vedení klubu se tvářilo velmi kysele, když skupina počala vrtačkou destruovat pódium a Knížák sekal dřevo a házel polínka do publika. Naposled Aktual veřejně hrál roku 1972 ve Slovanském domě v Mariánských Lázních.
V roce 2005 vyšlo CD s názvem Děti bolševismu. Milan Knížák se obklopil hudebníky z obou stran „normalizační barikády“ a natočil s nimi album nezachovaných nahrávek kapely Aktual. Kapelu tvořili jednak dřívější Knížákovi přátelé z undergroundové kapely Umělá hmota II (Otakar „Alfréd“ Michl a Jan „Dlouhán“ Kučera), rockový bubeník-cestovatel Jaroslav „Erno“ Šedivý, ale i Zdeněk Rytíř a Vašek Vašák, s kterými však již Knížák spolupracoval na svých písničkových sólových albech z první poloviny 90. let. Z původní sestavy Aktualu z přelomu 60. a 70. let zde kromě Knížáka nikdo nezůstal. Křtu v klubu Vagon se zúčastnil jako kmotr i prezident Václav Klaus, který si několik písniček zanotoval. Na CD nechyběly zvuky sbíječky, motorky či buldozeru.

### Broken music
V roce 1963 začal Milan Knížák jako jeden z prvních experimentovat s gramofonovými deskami (tzv. destruovaná hudba). Na jediném gramofonu přehrával nejrůzněji preparované a poničené desky a dával tak vzniknout hudbě, v níž stejnou roli hrál obsah použitých nahrávek i povrch nosičů. Důvěrně známé fragmenty skladeb byly nečekaně přerušovány, skřípotem, šumem či přeskakováním jehel. Vzhledem k tomu, že „hudba vznikající přehráváním destruovaných gramofonových desek nemůže být (nebo jen velmi obtížně) přepsána do not nebo jiného jazyka, je možno desky samotné považovat zároveň i za notace,“ napsal v dnes již kanonickém textu Destruovaná hudba. V bookletu CD Broken Tracks dodává: „Destruovanou hudbu jsem začal vymýšlet v roce 1964 a jsem jedním ze světových protagonistů tohoto druhu hudby. Prvně byla použita v II. Manifestaci Aktuálního umění v roce 1965. Později se dostala do obecnějšího povědomí pod názvem Broken Music, což je název mého LP, které vyšlo v sedmdesátých letech v Itálii.“ Skladba Broken Music byla zařazena do vybrané společnosti mezi 1000 nejdůležitějších skladeb 20. století, z českých autorů spolu s Janáčkem, Martinů a Novákem.
Hravá, monumentální i nervydrásající Broken Music – Milan Knížák totiž neestetizuje a nerozmělňuje ostrý zvuk destruovaných desek žádnými efekty – je v současné době považována za jednu z prvních, ne-li vůbec první vlaštovku žánru turntablismu, kreativního hraní na gramofony, které se v podobě DJingu prosadilo na poli taneční pop music a hip-hopu a v mnoha dalších, zajímavějších podobách na poli alternativní hudby. Přední světoví hráči na gramofon, jako je Christian Marclay, Philip Jeck, Dieb13 či erikM mají v Milanu Knížákovi předchůdce i vzor. S destruovanou hudbou Milan Knížák sporadicky koncertuje do dnešních dnů, kromě gramofonů si na pódium ale brává i klávesy a kazetové magnetofony s nahrávkami svých kompozic jiného druhu. Koncepce destruované hudby byla později rozšířena: z desek se díky podnětu galeristy Gina Di Maggia stala samostatně existující výtvarná díla a Milan Knížák kromě elpíček destruoval a kolážoval i tištěné partitury.

### Diskografie
| Broken Music | Multhipla Records   |          | 1979 |
| Symphonie für Flöte und Orchester (LP, Ltd, Num)                                                                 | Edition Hundertmark | 125      | 1989 |
| Obřad Hořící Mysli                                                                                               | Condor (3)          |          | 1991 |
| Alois Pinos, Petr Pokorný (2), Petr Eben, Miloslav Ištvan, Milan Knížák, Francesco Lotoro -Praha '68 (CD, Album) | Symposion           | 1SCL0403 | 1999 |
| Navrhuju Krysy (CD, Album)                                                                                       | Anne Records        | ANNE 018 | 2002 |
| Atentát Na Kulturu                                                                                               | Anne Records        |          | 2003 |
| Milan Knížák live Egon Schiele Art Centrum                                                                       |                     |          | 2004 |
| Děti bolševismu                                                                                                  | Guerilla Records    |          | 2005 |
| Broken Tracks (CD, Album)                                                                                        | Guerilla Records    | GR 050-2 | 2008 |
| Chovám v kleci bolševika                                                                                         | Guerilla Records    |          | 2013 |
| Milan Knížák & Kommissar Hjuler - Fluxus (Anrufbeantwortermusik)                                                 | Psych.KG            |          | 2014 |
| Milan Knížák & Komisar Jvler I Chot* - Petition Zum Studentischen Protest (Fluxus West)                          | Psych.KG            |          | 2015 |
| Milan Knizak* assistance Phaerentz / Opening Performance Orchestra - Broken / Re/broken (CD, Album, Dig)         | Sub Rosa            | SR 409CD | 2015 |
| Necháme svět zvířatům                                                                                            | Guerilla Records    |          | 2017 |

## Politika
Milan Knížák byl během totalitního režimu v Československu zhruba 300krát zadržen policií, vězněn, kupř. za napadení policisty ve Vídni, za poškozování zájmů ČSSR v zahraničí, za nezabránění v emigraci atd. Od roku 1966 byl evidován jako nepřítel státu.
V roce 1972 napsal telegram generálnímu tajemníkovi KSČ Husákovi, v němž ho vyzýval, aby se mu omluvil za tvrzení, že si vydělává malováním pornografie. Dále na sebe upozornil při soudním sporu se skupinou The Plastic People of the Universe za protistátní činnost, když prokuratura předložila text písně Plastic People, převzatý od skupiny Aktual, jako jeden z důkazů žaloby. Tehdejší žalobce napadl formulaci v textu písně „Atentát na kulturu“, která připomínala útok na „Spisy“:
| „                                 | […] Probuďte pátera Koniáše ať vstanou z mrtvejch jezuiti tisíce knih je třeba spálit […] | “ |
| — Milan Knížák Atentát na kulturu |                                                                                           |   |

Milan Knížák se k autorství textu písemně sám přihlásil. Byl uvězněn a petici za jeho propuštění podepsal (mimo řadu významných osobností) kupř. básník Jaroslav Seifert. Sám Milan Knížák o kapele Plastic People mluví jako o kavárenské skupině.
V říjnu 2007 protestoval proti stavbě nové budovy Národní knihovny dle návrhu Jana Kaplického.
V roce 1998 neúspěšně kandidoval do senátu v Berounském obvodu za ODS (30,5 % a 37,8 % hlasů v 1. a 2. kole). Ve volbách do Evropského parlamentu v roce 2004 oznámil záměr kandidovat za Národní koalici (koalice Národní strany a České strany národní sociální), ale nakonec z kandidátky odstoupil.
Na začátku devadesátých let organizoval demonstraci za záchranu kubistického činžovního domu od Josefa Chochola v Neklanově ulici 98/30 na Vyšehradě. Se studenty se zúčastnil demonstrace proti nevkusným sochám v Praze. Upozornil na sebe také kontroverzními názory na romskou otázku: „Jiří Čunek byl k Romům příliš vstřícný, já bych jim náhradní byty nenabídl“.

## Akademie výtvarných umění
V letech 1990–1997 působil jako rektor Akademie výtvarných umění v Praze, kde byl až do roku 2015 vedoucím pedagogem v Ateliéru intermediální tvorby. Za jeho rektorského působení založila Akademie doktorandské studium. V roce 1998 byla dokončena rozsáhlá rekonstrukce secesní budovy Akademie, kterou započal. V letech 1990 až 2015 vedl na AVU Ateliér intermediální tvorby 1. Vychoval řadu významných umělců – např. Krištof Kintera, Milena Dopitová, Milan Mikuláštík, Tomáš Hlavina, Milan Perič, Jakub Špaňhel, Alena Kupčíková, Filip Turek a další.

## Národní galerie
Roku 1999 jmenoval ministr kultury Pavel Dostál Milana Knížáka generálním ředitelem Národní galerie v Praze, kde nahradil Martina Zlatohlávka. Na začátku vyřešil vysoké a dlouho odkládané restituční nároky, kupř. Waldesovy rodiny na sbírku Jindřicha Waldese, změnil systém řízení a financí, zachoval pouze dva účty (jeden v české a druhý v cizí měně) a celkově ji oddlužil. To vše uveřejnila České televize (30. dubna 2008) a přednesl sám Milan Knížák při tiskové konferenci NG (6. května 2008). Jiří Fajt, někdejší ředitel oddělení starých sbírek, však předchozí hospodaření generálního ředitele Martina Zlatohlávka hájil jako méně autoritativní, kritiku od Knížákova vedení nepřijal a označil ji za dezinformaci. Knížákovo působení označil za „Knížákovu normalizaci“.
Milan Knížák se dále vrhl i do systému výstavních expozic ve Veletržním paláci. Ty upravil podle osobností, tedy podle autorů, s menším důrazem na směry, školy a proudy; předchozí expozice vytvářela souvislosti zcela nové tím, že kombinovala díla od různých autorů a skládala je v prázdných bílých kójích či dlouhých chodbách do nových celků. Např. obrazy Jana Zrzavého byly k vidění na třech různých místech: první místo na protilehlé stěně v kóji Františka Kupky, Zrzavého drobné portréty se zde vynořovaly v závěru Kupkovy aleje sfing. Po této mystické konkluzi jej dále čekalo kubistické sousedství vedle Josefa Čapka a třetí sousedskou katarzí byla stěna sdílená s Josefem Váchalem. Vše v dlouhé klinické expozici, místy ozvláštněné živými květinami. Kritik Ladislav Kesner ml. tuto expozici nazval ztělesněním i parodií moderny: „Expozice ve VP se jeví být jak ztělesněním, tak parodií modernistické instalace.“
MK do expozice zapojil také produkci, která je podle kritiky sice efektn,í ale spadá spíše do oblasti českého uměleckoprůmyslového muzea: např. z oblasti fotografie – akty Františka Drtikola, dobový experimentální film: část scén z filmu Extase od Gustava Machatého, reklamní snímky od Alexandera Hackenschmieda, známého pod jménem Hammid, a dobový design průmyslový: Tatru Hanse Ledwinky a grafický design: Ladislav Sutnar. Také kontroverzní projevy socialistického umění, jako budovatelské plakáty a portrét Julia Fučíka od Maxe Švabinského. Expozici doplnil znovuvytvořením kinetických a světelných modelů pozapomenutého Zdeňka Pešánka a fotografií obchodního domu Baťa s Pešánkovou světelnou reklamou. Národ bohužel stále musí čekat na vzkříšení ztraceného Pešánkova barevného klavíru. Dále prosadil do expozice „zařazení tzv. outsiderů, tzn. lidí, jejichž práce se v instalacích a dokonce i ve sbírkách Národní galerie v Praze doposud neobjevila. Jde např. o Pavla Brázdu, Zdeňka Macka, Vladimíra Modrého a Karla Šlengra. Tito autoři se z nejrůznějších důvodů pohybovali na okrajích umělecké scény. Teoretici si jejich práce nevšímali, nebo jen velmi okrajově“.
Z expozice Milan Knížák vyřadil obraz ukřižování od Václava Chada, který po své smrti ve dvaadvaceti letech zanechal své dílo na absolutním začátku – mimo několika Goyových parafrází či volných skic podle obrazů van Gogha vlastně pouze jeden větší dokončený obraz a k němu dvě skici podle Rubensova plátna. Většinu času Václav Chad patrně trávil odbojovou prací. Toto vyřazení odborná kritika zcela pominula.
V květnu 2011 byl z čela Národní galerie odvolán. V čele NG ho nahradil Vladimír Rösel.

### Poslání Národní galerie
Podle Milana Knížáka je posláním Národní galerie být muzeem, nikoliv Kunsthalle.[zdroj⁠?!] Odborná kritika instalaci ve Veletržním paláci označila za needukativní, matoucí, příliš lokální, českou. Podle ní měli mít problém hlavně zahraniční návštěvníci, kteří nejsou na české umění zvyklí, nevědí, kam si díla zařadit, a ocitají se tak v neznámém terénu: „Když do Veletržního paláce přijde někdo ze zahraničí, tak je udiven, protože českému umění z velké části vůbec nerozumí, vidí tam sice spoustu děl, ale ztrácí orientaci.“ Sám Milan Knížák tvrdil, že expozice má v zahraničí úspěch, což nikoho z kritiků a ani z novinářů nezajímá a galerií předkládané materiály vůbec nechtějí číst.[zdroj⁠?!]

## Pražské bienále
Milan Knížák založil roku 2003 po zahraničním vzoru novou tradici „Pražské biennale“, mezinárodní přehlídku současného umění v Praze. Při organizaci prvního ročníku v roce 2003 však došlo k neshodám se spoluorganizátory: Giancarlem Politim z uměleckého časopisu Flash Art a Helenou Kontovou. Důsledkem tohoto schizmatu byla následující dvě Pražská biennale v roce 2005 – jedno v Národní galerii a druhé více provizorní, pořádané Flash-artem v bývalé hale ČKD v Karlíně – zahájené o měsíc dříve. Malíř Roman Franta ironický paradox situace ve svém díle vyjádřil trefně jako: Prague Abnormale 2005. Milan Knížák poté změnil biennale na triennale – International Triennale of Contemporary Art Prague.

## Protesty a kritika
Protesty a kritika se proti Milanu Knížákovi v čele jedné z největších státních sbírkových institucí opakovaně ozývaly z úst některých odborníků a umělců.

### Katarína Rusnáková
V roce 2000 odešla z Národní galerie Katarína Rusnáková. Milan Knížák k jejímu odvolání ve Výroční zprávě Národní galerie v Praze za rok 2000 uvádí: „Během práce na prezentacích ve Veletržním paláci došlo k řadě nedorozumění s tehdejší ředitelkou Sbírky moderního a současného umění Katarínou Rusnákovou. Nezbývá mi než přiznat, že výběr této vedoucí pracovnice byl nešťastný. Chtěl a potřeboval jsem někoho z oblasti mimo Národní galerii a věřil jsem, že Katarína Rusnáková bude schopna náročnou úlohu ředitelky nesmírně zanedbané sbírky splnit. Bohužel, nestalo se tak. Práce se sbírkovými předměty, pečování o ně a vědecká práce směřující dovnitř galerie, jí byly cizí. Měla, jako asi všichni dosavadní ředitelé, touhu změnit moderní sbírku v jakousi „Kunsthalle“, kde se především pořádají krátkodobé výstavy. Navíc akcentovala své osobní záliby a dokonce preferovala některé autory, což mělo za následek i určité zneužití pravomocí v ekonomické oblasti. To bylo hlavním impulsem k jejímu odchodu.“
Katarína Rusnáková po svém příchodu v jednom z prvních rozhovorů sama uvedla: „Každá instituce je nástrojem násilí a moci, takže si musím dát pozor, abych nebyla sebestředná.“ Milan Knížák kritizoval také její výstavu „Lidická sbírka“ ve Veletržním paláci.

### Kafka knihkupec
V lednu 2000 vyvrcholil spor mezi Národní galerií a Společností Franze Kafky, resp. její obchodní společností „Centrum Franze Kafky“, kterou zastupovala Marta Železná. Spor vznikl kvůli platnosti smlouvy o symbolickém pronájmu prostoru v paláci Kinských. Ten měla Společnost Franze Kafky v užívání za symbolický roční nájem, podle Milana Knížáka kolem 16 000 Kč ročně. Milan Knížák v neprůstřelné vestě spolu s kustody a za asistence policie obsadil „Knihkupectví Franze Kafky“, jak zněl oficiální název obchodu, který sídlil v paláci Kinských. Obchodní společnost „Centrum Franze Kafky“ jej pronajímala již ne za symbolický, ale za tržní nájem kolem 50 tisíc měsíčně jednomu pražskému knihkupci. Milan Knížák uvedl na BBC: „... počítejte ten rozdíl. Je to nebetyčný rozdíl. Jedná se asi o milion dolarů.“ Ve sporu figuroval i Vladimír Železný, známý v té době svou sbírkou výtvarného umění. Milan Knížák jeho nabídku na vyřešení sporu nechtěl komentovat. „Knihkupectví Franze Kafky“ bylo po třech měsících, v dubnu 2000, obnoveno pod pozměněným názvem „Kafkovo knihkupectví“. Tento název si nechala Národní galerie zaregistrovat. Pamětní deska, kterou ministr Pavel Dostál slavnostně odhalil na „Kafkově knihkupectví“, nese nápis:
„Zde býval obchod se střižním a galanterním zbožím Hermanna Kafky, otce Franze Kafky“. Franz Kafka a ani nikdo z jeho nejbližší rodiny však nikdy knihy neprodával.

### Dary a nákupy, Rodčenko a Beuys
V letech 2000 a 2001 Milan Knížák získal pro Národní galerii řadu různých darů: Platzerovu plastiku sv. Jana Nepomuckého a především unikátní sbírku 1250 anatolských koberců a 156 předmětů asijské provenience; vše daroval německý sběratel Rainer Kreissl. V roce 2001 Národní galerie dostala darem též od Rainera Kreissla čtyři plátna, jejichž autorem je údajně ruský abstraktní malíř Alexandr Rodčenko. Díla bez dokumentace vystavila Národní galerie v lednu roku 2000. Po expertize se prokázalo, že se jedná o bezcenná poválečná falza, která se ale v dílech ruské moderny vyskytují celkem často.
Milan Knížák zakoupil do Národní galerie dílo kdysi kontroverzního německého umělce-revolucionáře, Josepha Beuyse, dnes již čítankového klasika. Instalace nese název „Auto“ a stála 15 milionů korun. Nákup byl často kritizován v médiích jako předražený, lišila se jen míra předražení: od trojnásobného po desetinásobné. O tomto uměleckém díle se často i v seriozním tisku či veřejnoprávní televizi mluvilo jako o „třech kovových obručích s názvem Auto“ za 500 000 euro. (Podobně absurdní by bylo kupř. tvrdit o Picassově obraze „Musketeer“, že je to olejovou barvou skromně potřená nevelká lněná látka s názvem „Mušketýr“ za 11,5 milionů dolarů.) Po anonymním udání na předraženost díla se o nákup začala zajímat také policie. Ministerstvo kultury muselo dokonce vydat zvláštní stanovisko zpracované na základě dotazů ze sdělovacích prostředků o postupu nákupu děl Národní galerií.

### Cena Jindřicha Chalupeckého
Rok 2000: Cena Jindřicha Chalupeckého: po sporu mezi Milanem Knížákem a Davidem Černým o umístění Černého soch ve Veletržním paláci došlo k vyvedení laureáta ceny Davida Černého ochrankou na ulici. Václav Havel byl nucen cenu předat na chodníku před palácem, jelikož David Černý odmítl do galerie vstoupit, dokud bude v jejím čele Milan Knížák. Václav Havel dále pronesl podobenství o Mohamedovi a hoře.

### „Kauza“ Vaněk versus Lada
Rok 2002: spor dědiců autorských práv k dílu Josefa Lady s umělcem Tomášem Vaňkem a jeho obrazy. Milan Knížák nechal Vaňkovy obrazy na stěnách zakrýt plachtou, dokud se spor nevyřeší.

### Kauza František Kupka, nezapůjčení obrazu
Rok 2006: teoretička Noemi Smolíková razantně vystoupila proti vedení galerie v kauze nezapůjčení obrazu Františka Kupky Fuga do Francie. Tvrdila, že Kupkův obraz nebyl zapůjčen na výstavu o vzniku abstrakce v Centre Pompidou, kde měl být dokonce stěžejním dílem a umístěn na obálce katalogu: „Připomenu jenom odmítnutí zápůjčky Kupkových obrazů pařížskému Centre Pompidou, které chtělo ve své výstavě o vzniku abstrakce Kupkovi přidělit stěžejní roli. Kupkův obraz Fuga měl dokonce být zobrazen na obalu katalogu. Nebyl, díky Knížákově zcela nepochopitelné zarputilosti“.
Stanislav Kolíbal o situaci s dílem Františka Kupky hovořil zcela jinak: „Nešlo o nějakou Fugu, nýbrž o Dvoubarevnou fugu čili Amorfu, jak se nejčastěji nazývá. Muzeum, které o její zapůjčení požádalo, nebylo žádné pařížské Centre Pompidou, nýbrž Musée d’Orsay – konkrétně jeho ředitel Serge Lemoine. Znal jsem ho dobře již v době, kdy byl ředitelem Muzea v Grenoblu... Národní galerie nabídla panu Lemoinovi náhradou jiný Kupkův velmi důležitý obraz z roku 1909“ (Klávesy piana – Jezero).
O zapůjčování děl ze sbírek Stanislav Kolíbal dále uvedl: „Právě v těchto dnech visí jiný Kupkův obraz (Stroje – půjčený z instalace) v Palazzo Ducale v Janově, stejně jako Celník Rousseau: Já, portrét, krajina v pařížském Grand Palais.“ Milan Knížák svou politiku zapůjčování děl vysvětloval takto: „Také jsem zavedl přísný režim půjčování děl. Za komunistů, aby vůbec měla Národní galerie nějaký kontakt se světem, se z ní udělala výpůjčovna. My ale chceme, aby lidé jezdili do naší Národní galerie, a ne abychom ty nejlepší věci posílali ven.“

### Skupina Rafani 2004
V roce 2004 se skupina Rafani při návštěvě Veletržního paláce společně a veřejně vykálela na zem v expozici českého a slovenského umění šedesátých let na protest proti způsobu vedení Národní galerie a svou akci označili za performanci. Milan Knížák o nich mluví stylem: „Rafani jsou největší konvencí pod sluncem. Ti jsou tak opatrní...“[zdroj⁠?!]

### Cena 333 a Ztohoven
Rok 2007: Cena 333 je udělována Národní galerií mladým výtvarníkům. Podporuje ji nadace ČEZ. Cenu získala skupina Ztohoven. Knížák ocenil jejich riskantní zásah do vysílání České televize, někdy nesprávně označovaný za hacking, při kterém nelegálně vnikli do soukromého objektu Českých Radiokomunikací, vyšplhali na jeden z vysílačů a přes instalovanou kameru vstoupil do živého vysílání jejich atomový výbuch.

### Skupina Guma Guar
Nesouhlas s Knížákovými názory a činy vyjádřila skupina Guma guar, která uspořádala výstavu v galerii Vernon s názvem Milan Knížák: Podivný Kelt. Milan Knížák označil celou skupinu Guma guar a jejího hlavního představitele Milana Mikuláštíka, svého bývalého žáka, za snad ještě horší případ, než jsou Rafani: „Dělají všechno pro to, aby byli vidět. To nemá se mnou nic společného,“ říká, „tam jde o NĚ. A já jsem k tomu zviditelňování vhodný. Například teď propůjčili svůj prostor na Staroměstské radnici Komunistickému svazu mládeže, bohužel si neuvědomují, že je tím legitimizují. Pro mě je to plytká skupina, které jde jenom a výhradně o sebe, o svou slávu...“[zdroj⁠?!] Milan Knížák podal na tuto akci trestní oznámení.

### Čas na změnu
V roce 2008 opět začaly sílit hlasy, které si přály Knížákovo odvolání z funkce ředitele NG a vypsání nového mezinárodního konkurzu na tento post. Hlavní představitelem tohoto požadavku byla iniciativa s názvem Čas na změnu v čele s výtvarníkem Jiřím Davidem. O Jiřím Davidovi se Milan Knížák vyjádřil velmi stručně a s jistým náznakem omluvy – ať se na mě nikdo nezlobí – jej popsal jako psychicky narušenou osobnost s velkým vnitřním mindrákem.[zdroj⁠?!] V březnu 2009 ministr kultury Václav Jehlička oznámil, že hodlá odvolat všechny ředitele, kteří jsou v čele příspěvkových organizací ministerstva déle než šest let a vyhlásit konkurz na jejich místa. To se týkalo i Milana Knížáka, který byl v čele Národní galerie devátým rokem: „Není v tom nic osobního,“ potvrdil v rozhovoru pro tisk.

### Knížák vs. Černý
Během roku 2011 vznikl mezi Milanem Knížákem a Davidem Černým další konflikt poté, co Černý Knížáka v lednovém dokumentu České televize „Cena Jindřicha Chalupeckého“ počastoval výrokem „kriploidní čurák“. Knížák následně podal na Černého i Českou televizi trestní oznámení. Podle Knížáka ho tím chtěl Černý úmyslně znevážit, a zasáhl tak do jeho práva na čest a důstojnost.

### Přesun soch od Národní galerie
V roce 2012 Národní galerie přesunula monumentální sochy umístěné před budovou Veletržního Paláce z důvodu objemného zábradlí, které limitovalo pohyb návštěvníků. Zábradlí zde bylo umístěno kvůli slepcům, jak praví vyhláška 398/2009 Sb. Milan Knížák se stěhováním svých děl nesouhlasil.

## Galerie

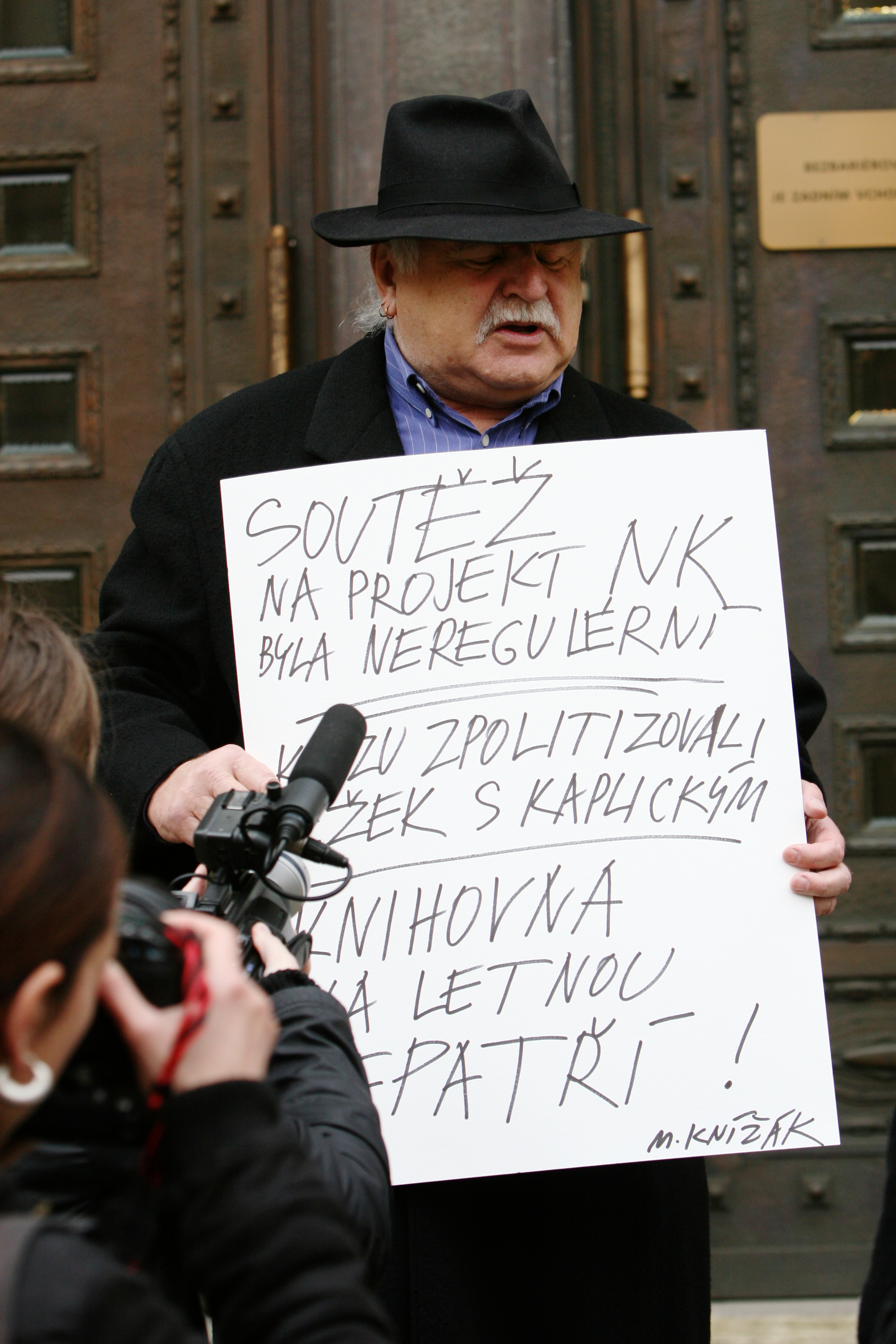
Milan Knížák protestoval proti stavbě Národní knihovny na Letné
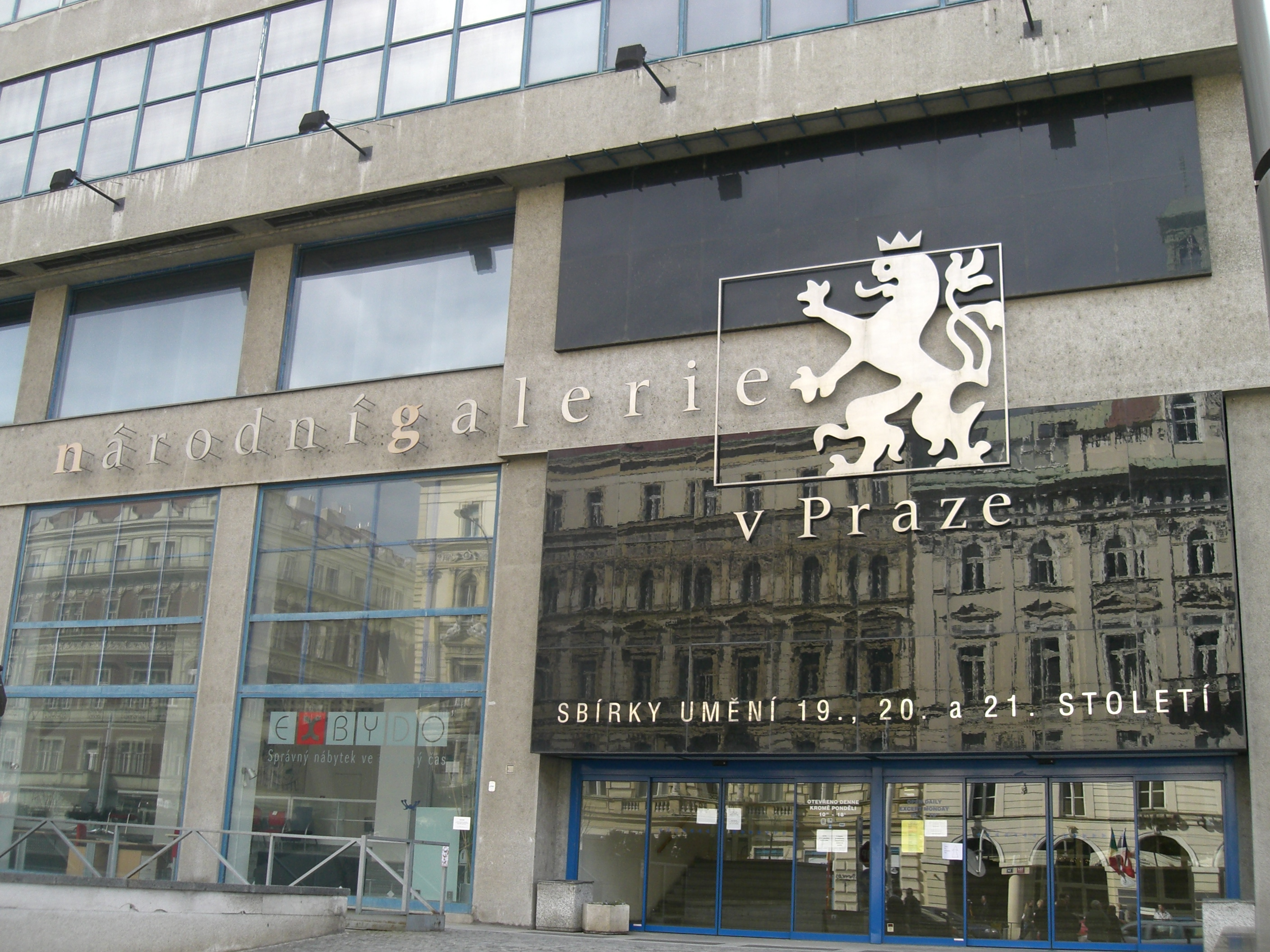
Národní galerie, vchod do Veletržního paláce
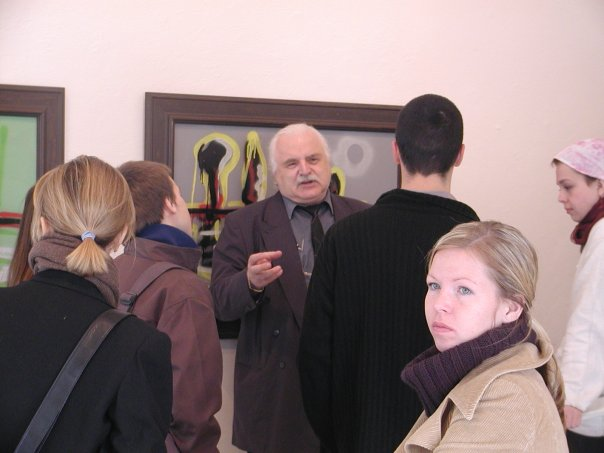
Milan Knížák se svými studenty na výstavě v galerii Mánes

## Ocenění
- Cena Jiřího Koláře v roce 1977, Praha
- Grand Prix na V. mezinárodním Triennale kresby, 1992, Wroclav, Polsko
- Medaile Ministerstva školství, mládeže a tělovýchovy 1. stupně za pedagogickou činnost, 1997, Praha
- Historická pečeť města Plzně, 1997, Plzeň
- Cena roku za celoživotní uměleckou činnost, „ARTeon“, 2002, Poznaň, Polsko
- Udělení ceny Nadace Universitas Masarykiana, Olomouc, 2006
- Vynikající výrobek roku 2006 kolekce klik New Generation, Design centrum ČR
- Medaile Za zásluhy I. stupně, 2010

## Pedagogická činnost
- University of Kentucky, Lexington (přednášel), 1969, KY., USA
- UCLA Los Angeles (přednášel), 1969 CA., USA
- HfBK Hamburg (přednášel), 1983, Německo
- Profesor International Sommerakademie, 1987, 1990, 1993, 1996, 2003, 2007, Salcburk, Rakousko
- Rektor Akademie výtvarných umění v Praze, 1990–1997
- Profesor Intermediálního ateliéru AVU v Praze 1990 až dosud
- Profesor Sommeracademie 1991, Berlin, Německo
- Profesor Summerakademie Gomera, Kanárské ostrovy, 1995, 1996, 1997
- Profesor Ecal école cantonale d’art de Lausanne, 1998, Švýcarsko

#### Česko
- Oficiální stránky na doméně milanknizak.com
- Milan Knížák v IS abART
- Rozhovor se čtenáři časopisu Reflexu Archivováno 30. 9. 2007 na Wayback Machine.
- Knížák za deset let v čele NG počáteční naděje nenaplnil, ČTK, 4. 7. 2009
- Milan Knížák ve Výstavní síni Mánes, 2007 Archivováno 4. 7. 2020 na Wayback Machine.
- Škola Intermediální tvorby Milana Knížáka na pražské Akademii výtvarných umění, 2007 Archivováno 4. 7. 2020 na Wayback Machine.
- Milan Knížák ve videoreportážích na Artyčok.TV Archivováno 4. 3. 2016 na Wayback Machine.
- Milan Knížák v pořadu ČT Hydepark, 6.2.2012
- Milan Knížák a Jitka Novotná, rozhovor v pořadu Českého rozhlasu „Stříbrný vítr“; premiéra 26. 2. 2022
- Strach jsem měl mockrát, ale nikdy ve vypjatých situacích, říká Knížák; 27. srpna 2012

#### USA
- Milan Knížák ve sbírce MOMA, NY
- GINGER ISLAND PROJECT, NY, USA 2011
- Rozhovor s kurátorem /Liutauras Psibilskis/ o projektu GI, 2011
- Performa 11, festival výtvarného umění, o projektu GI Archivováno 15. 5. 2013 na Wayback Machine.
- Fotografie z výstavy Ginger Island project 1969, NY, 2011
- Adventure Ginger Island, na stránkách Maciunas Foundation

#### Turecko
- Fluxus 50, Istanbul, 2012
- Na stránkách KUAD galerie[nedostupný zdroj]